# Arrhaphipterus schelkownikoffi
Arrhaphipterus schelkownikoffi is een keversoort uit de familie Rhipiceridae. De wetenschappelijke naam van de soort is voor het eerst geldig gepubliceerd in 1893 door Reitter.